# Zhao Jin
Zhao Jin (17 maart 1988) is een Chinese zwemster. Ze vertegenwoordigde haar vaderland op de Olympische Zomerspelen 2012 in Londen.

## Carrière
Bij haar internationale debuut, op de Aziatische Spelen 2010 in Guangzhou, veroverde Zhao de zilveren medaille op de 50 meter schoolslag. Op de wereldkampioenschappen kortebaanzwemmen 2010 in Dubai sleepte de Chinese de bronzen medaille in de wacht op de 50 meter schoolslag, op de 4x100 meter wisselslag legde ze samen met Zhao Jing, Liu Zige en Tang Yi beslag op de wereldtitel.
In Shanghai nam Zhao deel aan de wereldkampioenschappen zwemmen 2011, op dit toernooi werd ze uitgeschakeld in de halve finales van de 50 meter schoolslag.
Tijdens de Olympische Zomerspelen van 2012 in Londen strandde de Chinese in de halve finales van de 100 meter schoolslag. Op de wereldkampioenschappen kortebaanzwemmen 2012 in Istanboel eindigde Zhao als achtste op de 50 meter schoolslag, daarnaast werd ze gediskwalificeerd in de halve finales van de 100 meter schoolslag.

## Internationale toernooien
| Jaar | Olympische Spelen   | WK langebaan       | WK kortebaan                         | PanPacs       | Aziatische Spelen |
| ---- | ------------------- | ------------------ | ------------------------------------ | ------------- | ----------------- |
| 2010 |                     |                    | 50m schoolslag · 4x100m wisselslag   | geen deelname | 50m schoolslag    |
| 2011 |                     | 10e 50m schoolslag |                                      |               |                   |
| 2012 | 15e 100m schoolslag |                    | 8e 50m schoolslag DQ 100m schoolslag |               |                   |

## Persoonlijke records
Bijgewerkt tot en met 14 december 2012
Kortebaan
| Afstand         | Tijd    | Datum            | Plaats    |
| --------------- | ------- | ---------------- | --------- |
| 50m schoolslag  | 29,90   | 16 december 2010 | Dubai     |
| 100m schoolslag | 1.06,98 | 14 december 2012 | Istanboel |

Langebaan
| Afstand         | Tijd    | Datum            | Plaats |
| --------------- | ------- | ---------------- | ------ |
| 50m schoolslag  | 31,13   | 13 november 2010 | Kanton |
| 100m schoolslag | 1.07,68 | 29 juli 2012     | Londen |